# كبه طاغ

خريطة إيران مع كبه طاغ في الشمال الشرقي

كبه طاغ أو كبه داغ (التركمانية: Köpetdag؛ الفارسية: کپه‌داغ)، والمعروفة أيضًا باسم سلسلة جبال تركمان خراسان، هي سلسلة جبال على الحدود بين تركمانستان وإيران تمتد حوالي 650 كيلومتر (400 ميل) على طول الحدود الجنوبية الشرقية لبحر قزوين، الممتدة بين الشمال الغربي والجنوب الشرقي بالقرب من بحر قزوين في الشمال الغربي إلى نهر هري في الجنوب الشرقي. في الجنوب الغربي يحدها من النهايات الشرقية المتوازية لجبال البرز كونها معًا جزءًا من الحزام الألبي الأكبر بكثير. أعلى قمة في النطاق في تركمانستان هي جبل ريزه (Kuh-e Rizeh) ، وتقع في الجنوب الغربي من العاصمة عشق أباد ويبلغ ارتفاعها 2,940 متر (9,646 قدم) . أعلى قمة إيرانية هي جبل قوتشان (كوه قوشان) بارتفاع 3,191 متر (10,469 قدم).